# 克瑞乌萨
克瑞乌萨（英語：Creusa）是古希腊神话几个人物的名称。由于其不同的属性而具有多种意义。其事迹见于欧里庇得斯之记述。以雅典国王厄瑞克透斯与普拉西提亚之女克瑞乌萨最为著名，她与阿波罗结合，生下儿子伊翁。后又嫁予苏托斯。因为无子而至特尔斐神庙求福。由于与伊翁发生冲突而在雅典娜介入下平息。
- 盖亚的那伊阿得斯女儿。
- 雅典国王厄瑞克透斯的女儿。
- 科林斯国王克瑞翁的女儿。
- 一位亚马逊女矛手。
- 普里阿摩斯的女儿。
- 卡桑铎尔斯的妻子，儿子在特洛伊战争中被奈奥普托勒姆斯杀害。
- 在希腊辞典中的笔误。

## 扩展阅读
- Wilhelm Heinrich Roscher (ed.): Ausführliches Lexikon der griechischen und römischen Mythologie. Band 2.1 (I-K), Leipzig, 1890-1894, ss. 1425 - 1429